# Điền Đông
Điền Đông (田东县, Hán Việt: Điền Đông huyện, bính âm: Tiándōng Xiàn), là một huyện thuộc thành phố cấp địa khu Bách Sắc của khu tự trị dân tộc Choang Quảng Tây, Trung Quốc. Huyện này có diện tích là 2.806 km², dân số năm 2010 là 411.500 người, người Tráng chiếm 85,22%.. Điền Đông có 9 trấn, 0 hương và 1 hương dân tộc.